# Etruskowie

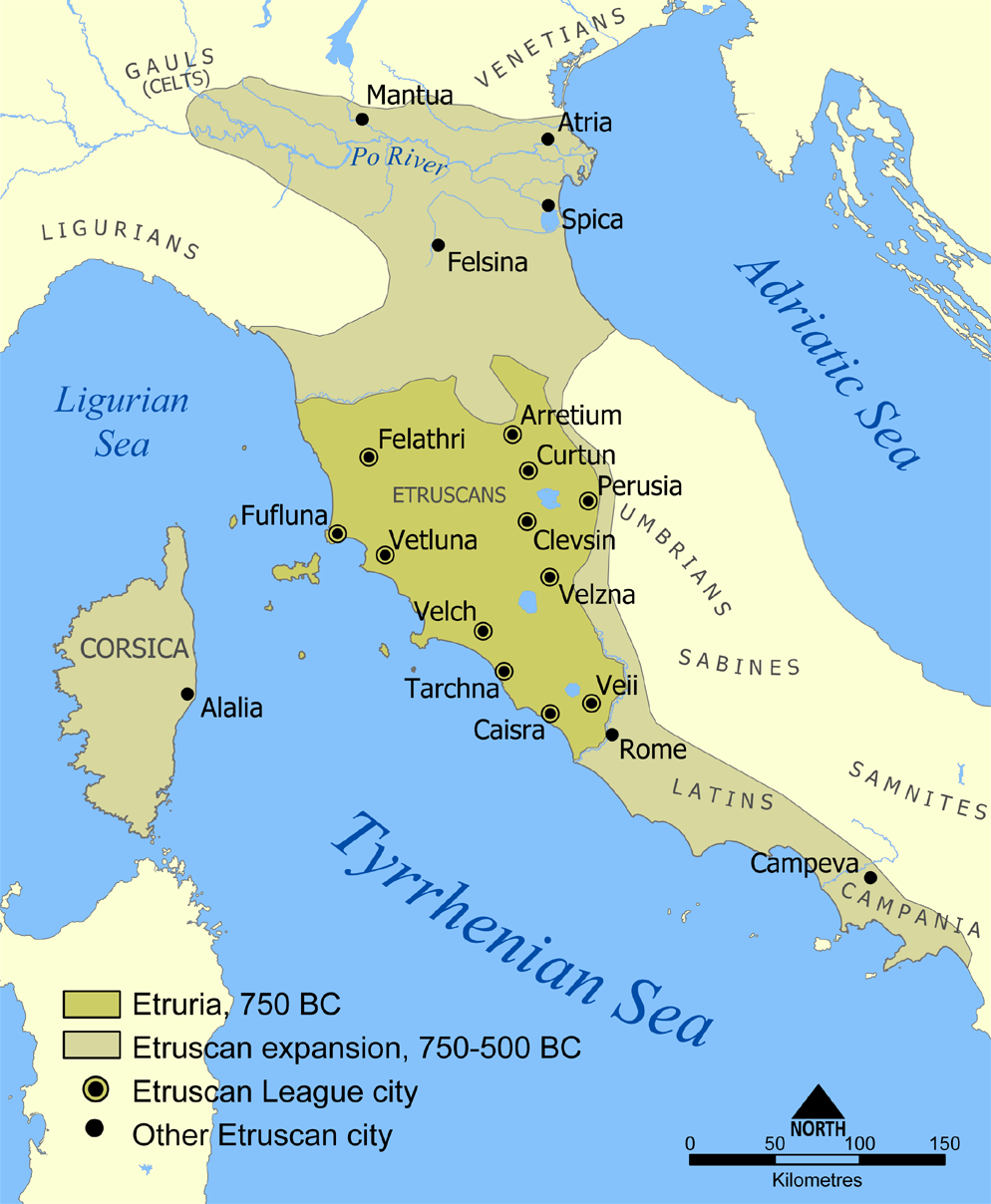
Zasięg wpływów etruskich

Etruskowie (etr. Rasenna lub Rasna, gr. Τυρρηνοί Tyrrhenoi, łac. Etrusci lub Tusci) – współczesna nazwa ludu, który zamieszkiwał w starożytności północną Italię (Etrurię), pomiędzy rzekami Arno i Tyber,  co najmniej od VII w. p.n.e. aż do I w. n.e. tworząc cywilizację etruską. Następnie zostali podporządkowani i wchłonięci przez rozwijającą się kulturę łacińską, z którą graniczyli od południa. Pochodzi od nich nazwa Morze Tyrreńskie. Stanowili ważny łącznik pomiędzy kulturą Grecji a ludami Półwyspu Apenińskiego, które za ich pośrednictwem przyswoiły pismo i system wierzeń. Nie istniało państwo etruskie, każde miasto zachowywało autonomię.

## Pochodzenie
Etnogeneza i pochodzenie Etrusków są sporne, było przedmiotem dyskusji już w starożytności. Istnieją dwie najważniejsze teorie o ich pochodzeniu.

### Teoria allochtoniczna
Wielu badaczy wywodzi korzenie Etrusków od migrującego ludu z Anatolii (Azji Mniejszej). Według greckiego historyka Herodota (1,94) Etruskowie (Tyrrhenoi) przybyli do Italii morzem z Lidii w Azji Mniejszej. Ponieważ w paru punktach Morza Egejskiego spotykamy nazwę Tyrrhenów, jest bardzo prawdopodobne, że Etruskowie byli spokrewnieni z przedgrecką ludnością zamieszkałą nad Morzem Egejskim. W Egipcie w XIII i XII wieku p.n.e., za panowania Ramzesa II, znano lud morskich piratów określanych mianem Tursza, których współcześnie identyfikuje się z Etruskami. Prawdopodobnie około 1000 roku p.n.e. Etruskowie osiedlili się w Italii. Pierwotne ich siedziby znajdowały się w południowej części Etrurii nad brzegiem morza. Przybysze pomieszali się w Etrurii z ludnością tam zamieszkałą, w znacznej mierze italską, i utworzyli nową grupę etniczną, której wpływy miały wielkie znaczenie dla całego półwyspu italskiego. Na pochodzenie Etrusków z Azji Mniejszej lub innej części Bliskiego Wschodu wskazują badania genetyczne mitochondrialnego DNA; także analizy mitochondrialnego DNA występującego u toskańskiego bydła, sugerujące jego pokrewieństwo z bliskowschodnimi odmianami krów, co mogło być skutkiem wspólnej migracji ludzi i hodowanych przez nich zwierząt, a także badania porównawcze przeprowadzone przez zespół włoskich genetyków pod kierunkiem Alberta Piazzy z Uniwersytetu Turyńskiego, które wykazały największe podobieństwo próbek pobranych od mężczyzn z toskańskich miejscowości Murlo, Volterra i Casentino z próbkami pochodzącymi z dzisiejszej Turcji, a konkretnie lidyjskiej Smyrny oraz greckiego Lemnos. Jako dowód pochodzenia Etrusków z Azji Mniejszej wskazywano podobieństwo form językowych – zakończenie liczby mnogiej na r (clear „synowie”) i dopełniacz z końcówką l (larthial clan „syn Lartii”) – do języków kaukaskich.

### Teoria autochtoniczna i najnowsze badaniamtDNA
Istnieje jednak odmienna teoria pochodzenia Etrusków, a mianowicie, że byli rdzennymi mieszkańcami Italii, zamieszkującymi środkową część tego terenu przed napływem Indoeuropejczyków. Przekonanie to prezentował w starożytności Dionizos z Halikarnasu (I, 26–30), w XX wieku z pewnymi modyfikacjami (rdzeniem Etrusków była ludność miejscowa zmieszana z jakimiś grupami pochodzącymi z zewnątrz) Massimo Pallottino. Najnowsze (2013) badania mitochondrialnego DNA przeprowadzone przez włoskich naukowców zdają się popierać tę teorię, ustalając moment rozejścia się genomu mieszkańców Anatolii (obecna Turcja) i Etrusków na 5 tys. lat wstecz, co raczej wyklucza migrację z VIII w. p.n.e., opisywaną przez teorię allochtoniczną.
W XIX wieku alternatywną teorię – pochodzenia Etrusków z Alp z uwagi na podobieństwo nazw Rasenna w Italii i Raeti w Alpach – propagowali uczeni niemieccy Barthold Georg Niebuhr, Theodor Mommsen i Helbig, później została zarzucona.

## Cywilizacja Etrusków

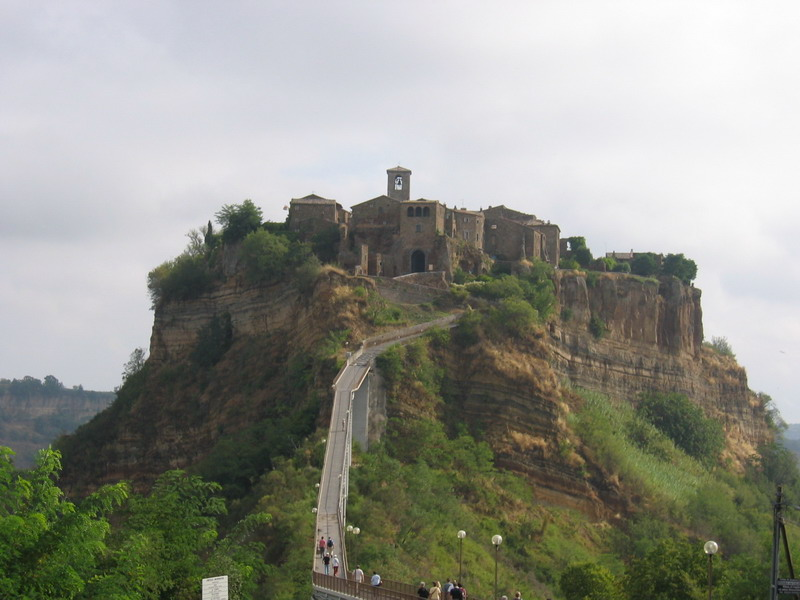
Bagnoregio – starożytne miasto w Italii założone przez Etrusków w VI w. p.n.e.

Kultura i cywilizacja Etrusków wywarła przypuszczalnie wielki wpływ na Rzymian, istnieje nawet pogląd, że cywilizacja rzymska jest w istocie kontynuacją cywilizacji etruskiej pod inną nazwą i z innym językiem. Rzymianie mogli zapożyczyć od Etrusków wiele mitów (Eneasz), rytuałów religijnych (np. z całą pewnością etruskie pochodzenie ma sztuka wróżenia z wnętrzności zwierząt ofiarnych, haruspicina), ubiór, urządzenia państwowe, odznaki, a także triumf itp. Niektórzy uczeni sądzą, iż pochodzenia etruskiego są m.in. liktorzy, krzesło kurulne, toga praetexta. Z powodu szczupłości danych o cywilizacji etruskiej są to jedynie hipotezy – wymienione rzeczy mogły zostać zapożyczone od innych ludów lub mogą mieć pochodzenie rdzennie rzymskie.
Etruskowie uprawiali medycynę, astronomię, przy czym za początek dnia uznawali południe. Dzielili czas na miesiące księżycowe. Mieli dwunastkowy system rachuby. Byli również dobrymi inżynierami. Potrafili nie tylko nawadniać tereny, ale również drenować bagna występujące zwłaszcza w Etrurii nadmorskiej. Dzięki technologii podziemnych kanałów likwidowali potencjalnie malaryczne tereny oraz powiększali powierzchnię żyznych pól uprawnych. Nie cierpieli głodu jak wiele innych cywilizacji okresu 600–300 p.n.e., stawali się ludem bogatym. Kobiety etruskie brały czynny udział w życiu towarzyskim i artystycznym miasta. W swoich czasach cieszyły się dużą swobodą, krytykowaną przez późniejszych rzymian ok. IV w. p.n.e. Razem z mężami bawiły się na ucztach, pijąc wino, jeździły do teatrów i na igrzyska, kolekcjonowały wazy i biżuterię.
Pismo etruskie to nieco przystosowany alfabet zachodniogrecki używany w Kyme Chalcedońskim. Z kolei alfabet etruski został zapożyczony przez inne ludy zamieszkujące środkową Italię. Etruskowie budowali polis, czyli miasta-państwa. Najważniejsze z nich to Caere, Veii, Tarquinii, Vulci, Volterrae. Na kształtowanie się cywilizacji etruskiej silny wpływ wywarła kultura Villanova. Cywilizacja i religia Etrusków pozostawały pod wielkim wpływem cywilizacji greckiej, kwitnącej w greckich koloniach w Italii.

## Religia
Z Etrurii Rzym przejął igrzyska gladiatorów, będące pierwotnie obrzędem pogrzebowym. Nadzwyczaj rozwinięte było wróżbiarstwo: z wątroby zwierząt (haruspicja), ze zjawisk niebieskich. Duże znaczenie w ich religii miała wiara w życie pozagrobowe.
Od Greków przejęto szereg bóstw, np. Apollina czy Dionizosa. Z własnych bóstw etruskich najważniejszymi byli: Nortia – bogini losu, Mantus – bóg podziemnego świata, Lares – duchy opiekuńcze rodziny (nazwa i pojęcie te przeszły do Rzymian). Niektórzy uważają, że etruskiego pochodzenia jest bóg przyrody Vertumnus, mimo że jego imię jest wyraźnie starołacińskie. Ważną funkcję pełniła trójca bóstw zwanych Tinia (odpowiednik indoeuropejskiego Jowisza), Uni (czyli Junona) oraz Menrva (czyli Minerwa). Zostały one przypuszczalnie zapożyczone od mieszkających dookoła Indoeuropejczyków.

## Ustrój polityczny
Pod względem politycznym Etruskowie tworzyli związek miast (najprawdopodobniej było ich dwanaście) zwany lukumonią etruską, w których początkowo mieli panować królowie (lars lub lucumo). Na miejscu królów później pojawili się dygnitarze zmieniający się co rok (zilath przyrównywany do rzymskiego pretora i marniu odpowiadający zapewne edylowi), a ustrój z monarchii zmienił się w republikę arystokratyczną. Corocznie delegaci miast zbierali się wokół świątyni bogini Voltumny, koło miasta Volsinii, gdzie składano ofiary, odbywano igrzyska, wybierano głównego kapłana i, na wypadek wojny, dowódcę wojsk związkowych zwanego zilath mechl rasnal (według Rzymian był to praetor Etruriae).
Ludność Etrurii składała się z rodów panujących i z prostego ludu – ze służby (obejmującej też atletów, muzykantów i tancerzy), rzemieślników, górników, a także rolników, których Dionizjos z Halikarnasu (9, 5, 4) przyrównuje do tesalskich penestów, co wskazywałoby na to, iż byli oni robotnikami rolnymi, przywiązanymi do ziemi i zobowiązanymi do pomocniczej służby wojennej.
W skład rodzin wchodzili również lautni, wyraz ten Rzymianie tłumaczyli jako liberti (wyzwoleńcy). Wyższą pozycję społeczną niż lautni mieli etera, których położenie w pewnym stopniu oddają takie słowa łacińskie, jak hospes (gość), 
cliens (klient) i peregrinus (cudzoziemiec). Opiekę nad etera roztaczał urzędnik zwany zilath eterau (jego rzymskim odpowiednikiem był w pewnym stopniu praetor peregrinus). W źródłach etruskich spotkać można także określenie lautnieteri, byli to zapewne lautni podniesieni do rangi etera.

## Historia

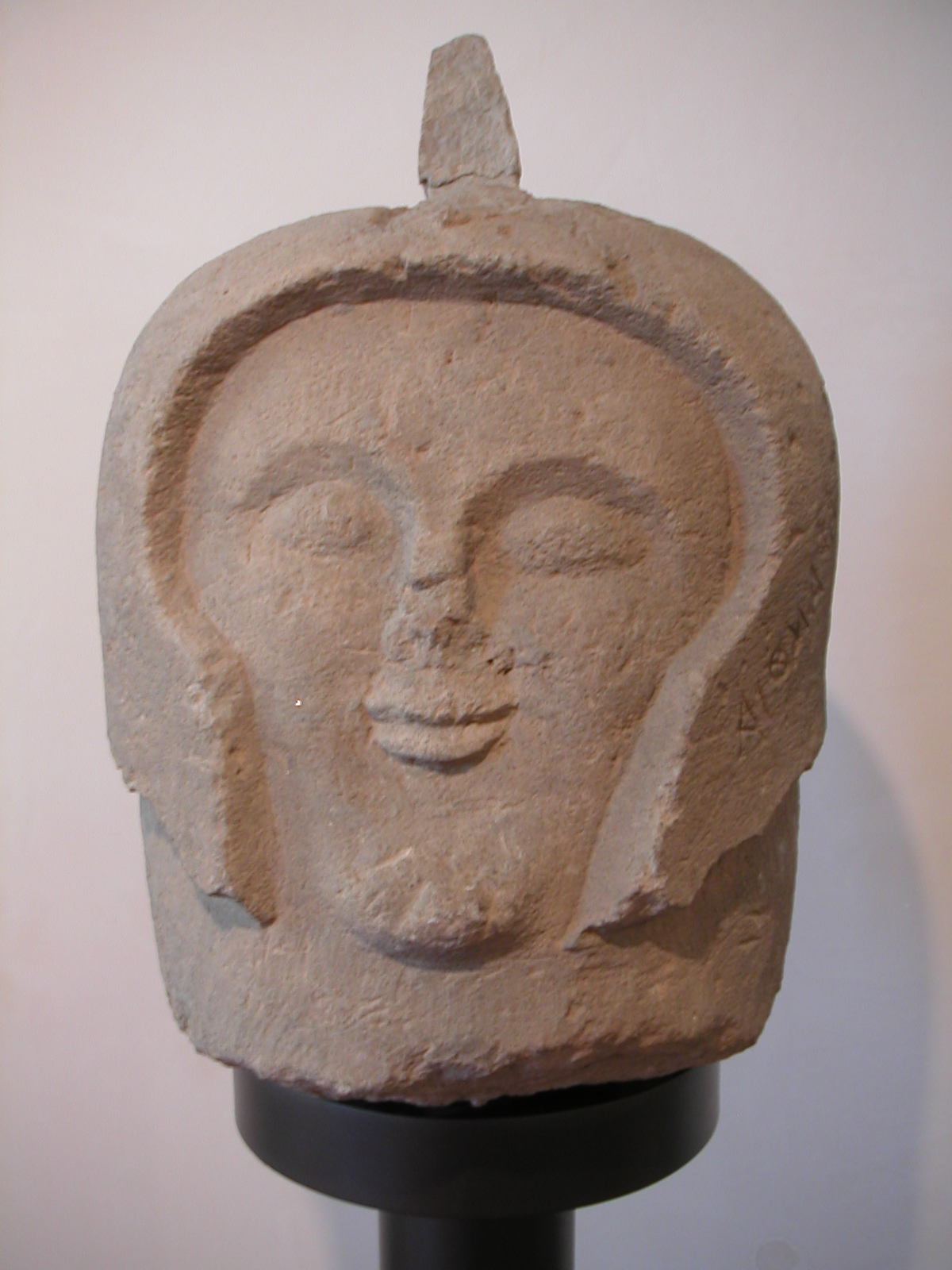
Fragment rzeźby przedstawiający głowę etruskiego wojownika

W latach 600–475 p.n.e. Etruskowie osiągnęli najwyższą potęgę. Władza ich rozszerzyła się na znaczną część Italii północnej i Kampanii. Rozciągali swą władzę na Rzym. Upadek Etrusków datuje się od bitwy pod Cumae, w której Hieron I wraz z mieszkańcami Cumae pokonał ich flotę w 474 p.n.e. Z wolna Grecy i Kartagińczycy odepchnęli ich z wybrzeży morskich. Celtowie wyparli ich z górnej Italii. Samnici opanowali Kampanię. Etruskowie ulegli w końcu Rzymianom i po bitwie nad Jeziorem Wadymońskim w 283 p.n.e. dostali się całkowicie pod władzę Rzymian. Byli odtąd ich sojusznikami, na wpół niezależnymi. Od tego czasu zaczęli być romanizowani. W 89 p.n.e. uzyskali obywatelstwo rzymskie jako nagrodę za wierność Rzymowi w czasie wojny ze sprzymierzeńcami. Wiele rodów rzymskich pochodziło od Etrusków. Wśród ich potomków byli m.in., jak się zdaje, Pompejusz, a także Pliniusz i Mecenas. Niektóre rodziny etruskie przetrwały do najnowszych czasów. W 1765 r. pochowany został w katedrze w Volterra biskup M. Caecina, w tymże mieście znajduje się starożytny grobowiec etruski z epitafium rodziny Ceicna (Caecina). Około 100 p.n.e. Etruskowie zupełnie rozpłynęli się w żywiole łacińskim.

## Język
Najważniejsze wiadomości o języku etruskim dają dwujęzyczne inskrypcje, których zachowało się ok. 8500, z czego 80% to napisy nagrobkowe, przeważnie imiona. Reszta napisów również zawiera dużo imion osób, bohaterów, bogów, wskutek czego zasadniczo nie przedstawiają one wielkiej wartości dla poznania języka. Trzy tylko teksty etruskie mają większe znaczenie: tzw. Cippus Perusinus, tabliczka gliniana z Kapui i pochodzące z rozprutych lnianych zwojów ksiąg bandaże, którymi owinięta była tzw. mumia z Zagrzebia. Te trzy zabytki dają razem blisko 2000 słów etruskich.
Tabliczka z Kapui jest, jak się zdaje, z V w. p.n.e., Cippus Perusinus jest znacznie młodszy, a bandaże mumii zagrzebskiej prawdopodobnie pochodzą z II w. p.n.e.
Języka etruskiego, pomimo usiłowań uczonych, nie udało się jeszcze zrozumieć. Znanych jest bardzo mało ścisłych znaczeń wyrazów etruskich. Istnieje wiele  prób łączących język Etrusków z najrozmaitszymi językami. Zwłaszcza jedna z hipotez brzmi prawdopodobnie – o pokrewieństwie języka etruskiego z językami przedgreckimi. W szczególności jasne wydaje się pokrewieństwo etruskiego ze słynnym, nieodcyfrowanym do dziś napisem z wyspy Lemnos. Wyrazy napisu lemnoskiego: zivai aviz dają się łatwo zestawić z etruskim: zivas avils. Wobec jednak naszej nieznajomości jednego i drugiego języka nie da się wykluczyć i tego, że jest to podobieństwo czysto przypadkowe.

## Sztuka
Sztuka Etrusków zawsze była pod silnym wpływem Fenicjan, Kartagińczyków, Greków, z którymi Etruskowie utrzymywali ciągłe stosunki. W architekturze pozostały po nich w wielu miastach toskańskich ruiny murów, wodociągi, świątynie. Do dziś w Tusculum zachowała się ciekawa budowla Etrusków. Przed świątyniami Etrusków były obszerne dziedzińce z rzadko rozstawionymi kolumnami. O domach etruskich dają pojęcie urny, mające postać domów. W grobowcach zachowało się bardzo dużo zabytków malarstwa ściennego. Najdawniejsze zabytki zdradzają wpływy greckie, z czasem sztuka Etrusków stawała się coraz oryginalniejsza i osiągnęła szczyt swej doskonałości. Obrazy na ścianach z tej epoki przedstawiają sceny z codziennego życia i kultu zmarłych. W sztuce Etruskom nie chodziło o naśladowanie natury, raczej tylko o wrażenia wzrokowe, dlatego też np. konie są niekiedy malowane na niebiesko. Wysoko stała sztuka stosowana. W grobowcach znaleziono piękne lustra z brązu oraz różne naczynia z brązu i złota, jak np. broń, trójnogi, świeczniki, kociołki itp. W sztukach plastycznych przeważnie używano gliny. Wielkie posągi z gliny umieszczano na sarkofagach, a także w świątyniach. Z kamienia i marmuru pozostało po Etruskach niewiele rzeźb. W Jeziorze Trazymeńskim znaleziono posąg z brązu Aulusa Metiliusa, należący do najlepszych wzorów sztuki etruskiej.
Jedynym znanym z imienia artystą etruskim był rzeźbiarz Vulca, główny przedstawiciel szkoły rzeźbiarskiej w Wejach.